# علامة مائية رقمية

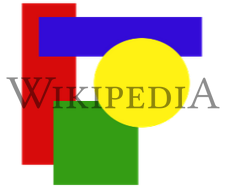
مثال على علامة مائية رقمية في صورة بحيث يمكن رؤية شعار ويكيبيديا في وسطها لتوضيح ملكيتها.

العلامة المائية الرقمية هي نوع من علامات الوسم (الختم)، تضمّن سرا في الضوضاء التي ترافق إشارة (ملف) مثل الصوت أو بيانات الصورة. وعادة ما تستخدم لتحديد ملكية حقوق الطبع والنشر لمثل هذه الإشارة (ملف). «الوسم بالماء» Watermarking هو عملية إخفاء المعلومات الرقمية في إشارة الناقل؛ المعلومات المخفية ينبغي،  ولكن ليس شرطا، ان تتعلق بإشارة الناقل. ويمكن استخدام العلامات المائية الرقمية للتحقق من صحة أو سلامة إشارة الناقل أو لإظهار هوية أصحابها. وتستخدم كثيرًا لأنها تتابع التعدي على حق المؤلف ولمصادقة الأوراق النقدية. وكما في العلامات المائية التقليدية، العلامات المائية الرقمية يمكن الإحساس بها في ظل ظروف معينة، أي بعد استخدام بعض الخوارزميات، ولا يمكن تحسسها في أي وقت آخر.
تكون العلامة المائية الرقمية، عديمة الجدوى إذا شوهت إشارة الناقل بطريقة يصعب فيها إدراكه وفهمه. يجوز تطبيق العلامات المائية الرقمية على الوسائط المتعددة المرئية (مثل الصور أو الفيديو)، وقد تطبق على إشارة الصوت والصور والفيديو والنصوص أو نماذج ثلاثية الابعاد. قد تحمل إشارة ما العديد من العلامات المائية المختلفة في نفس الوقت. خلافا للبيانات الوصفية بيانات وصفية التي يتم إضافتها إلى إشارة الناقل، فالعلامة المائية الرقمية لا تغير في حجم إشارة الناقل.
الخصائص المطلوبة في علامة مائية رقمية تعتمد على حالة الاستخدام التي يتم تطبيقها. لوسم ملفات الوسائط بمعلومات حقوق النشر، العلامة المائية الرقمية يجب أن تكون قوية ومقاومة للتعديلات التي يمكن تطبيقها على إشارة الناقل. بدلا من ذلك، إذا كانت السلامة مضمونة، فتستخدم علامة مائية هشة (fragile watermark).
الستيغانوغرافي والعلامة المائية الرقمية، كلاهما يوظفان تقنيات إخفاء المعلومات لتضمين بيانات سرا في ضوضاء الإشارات المشوشة. ولكن في حين أن الستيغانوغرافي تهدف إلى جعل المعلومات غير ملموسة لحواس الإنسان، تحاول العلامات المائية الرقمية للسيطرة على المتانة كأولوية قصوى.
طالما أن النسخة الرقمية من البيانات ستبقى هي نفس الأصلية، فالعلامة المائية الرقمية هي أداة للحماية السلبية،(passive protection tool). فهي تضع بيانات فقط، وهي لا تغير فيها، ولا تتحكم في الوصول إلى البيانات.
أحد تطبيقات العلامة المائية الرقمية هو تتبع المصدر. يتم تضمين العلامة المائية في الإشارة رقمية في كل نقطة من نقاط توزيع المنتج. إذا عُثِر على نسخة من العمل في وقت لاحق، يمكن استرداد العلامة المائية من النسخة ويتم التعرف على مصدر التوزيع لها. استخدمت هذه التقنية للكشف عن مصدر الأفلام المنسوخة بطريقة غير شرعية.